# Evangelische Kirche Baumbach
Die evangelische Kirche ist ein denkmalgeschütztes Kirchengebäude in Baumbach, einem Ortsteil von Alheim im Landkreis Hersfeld-Rotenburg (Hessen). Die Kirchengemeinde Baumbach gehört zum Kirchenkreis Hersfeld-Rotenburg im Sprengel Hanau-Hersfeld der Evangelischen Kirche von Kurhessen-Waldeck.

## Geschichte und Architektur
Der schlichte Saalbau mit verschiefertem Turmaufsatz wurde 1800 von Meister Phillip Noll aus Rotenburg errichtet. Die Innenausstattung stammt aus der Bauzeit der Kirche. Die Kanzel steht hinter dem Altar.
Die Kirche steht in einem ehemaligen Wehrfriedhof, von dem noch das Spitzbogenportal aus dem 14. Jahrhundert erhalten ist. Davor befindet sich die alte Gerichtsstätte mit einem Steintisch und dem Rest der umschließenden Mauerbank.